# Estación de Torremuelle
La estación de Torremuelle es un apeadero situado en la urbanización Torremuelle, en el municipio español de Benalmádena, en la provincia de Málaga, comunidad autónoma de Andalucía. Forma parte de la línea C-1 de Cercanías Málaga.
Debe su nombre a la torre vigía que se encuentra frente a la costa y cercana a esta estación.

## Situación ferroviaria
Se encuentra en la línea férrea de ancho ibérico Málaga-Fuengirola, pk. 23,1.

## Servicios ferroviarios

### Cercanías
Forma parte de la línea C-1 de Cercanías Málaga. Paran trenes con una frecuencia media de 20 minutos en cada sentido.